# Arlington Road
Arlington Road  és una pel·lícula de suspens de 1999 que tracta la història d'un professor de la Universitat de George Washington que sospita que el seu veí està implicat en un complot terrorista. Les estrelles d'aquesta pel·lícula són Jeff Bridges, Tim Robbins, Joan Cusack i Hope Davis, i és dirigida per Mark Pellington. Ehren Kruger va escriure el guió. Ha estat doblada al català.

## Argument
Michael Faraday (Jeff Bridges) és un professor d'universitat especialitzat en terrorisme. La seva esposa, una agent del FBI, mor en un tiroteig. Arriben nous veïns, el matrimoni Oliver Lang (Tim Robbins) i la seva esposa Cheryl (Joan Cusack). Són amables i simpàtics, de manera que està content amb els seus nous amics. Tanmateix, una petita mentida de Lang li fa reaccionar i comença a sospitar que alguna cosa no és normal. Li creixen els dubtes sobre si la recent mort de la seva dona encara el fa veure coses que no existeixen o si realment el seu veí té res seriós per ocultar.

## Repartiment
- Jeff Bridges: Michael Faraday
- Tim Robbins: Oliver Lang
- Joan Cusack: Cheryl Lang
- Hope Davis: Brooke Wolfe
- Robert Gossett: Agent FBI Whit Carver
- Spencer Treat Clark: Grant Faraday
- Mason Gamble: Brady Lang
- Stanley Anderson: Dr. Arthur Scobee
- Jordan Craig: Victor

## Premis i nominacions

### Nominacions
- 2000. Millor pel·lícula d'acció als premis Saturn (Academy of Science Fiction, Fantasy & Horror Films)
- 2000. Millor actriu secundària als premis Saturn per Joan Cusack
- 2000. Millor guionista als premis Saturn per Ehren Kruger